# Comté de Goritz
1127–1747
Entités précédentes :
- Patriarcat d'Aquilée

Entités suivantes :
- Comté de Gorizia et Gradisca

Le comté de Goritz (Grafschaft Görz en allemand, Contea di Gorizia en italien, Goriška grofija en slovène, et Contee di Gurize en frioulan) est un ancien État du Saint-Empire romain, situé autour de la résidence de Gorizia (Goritz), dans la région de Frioul du nord-est de l'Italie, et au Tyrol. Les comtes de Goritz, initialement vassaux des patriarches d'Aquilée, furent l'une des principales dynasties au sud-est des Alpes ; plusieurs membres de la famille régnèrent temporairement sur le royaume de Bohême et le margraviat de Moravie, le duché de Carinthie, le comté de Tyrol, ainsi que sur les marches d'Istrie et de Carniole.
Reçu par la maison de Habsbourg à la mort du dernier comte Léonard en 1500, le comté de Goritz faisait partie des pays héréditaires de l'Autriche intérieure jusqu'à sa fusion avec Gradisca en 1747 pour devenir le comté de Gorizia et Gradisca, une partie intégrante du Littoral autrichien.

## Géographie
Le comté en fait était constitué de deux zones: 
- les propriétés autour du château de Gorizia dans la région de Frioul, que les comtes avaient acquis des patriarches d’Aquilée ; associées plus tard au comté de Gorizia et Gradisca ;
- les possessions originelles de la famille s'étendant dans le val Pusteria entre Innichen (San Candido) et Lienz, qui faisaient autrefois partie du duché de Bavière. Ces fiefs initiaux ont été unis avec le comté de Tyrol sous le règne des Habsbourg après 1500.

## Histoire

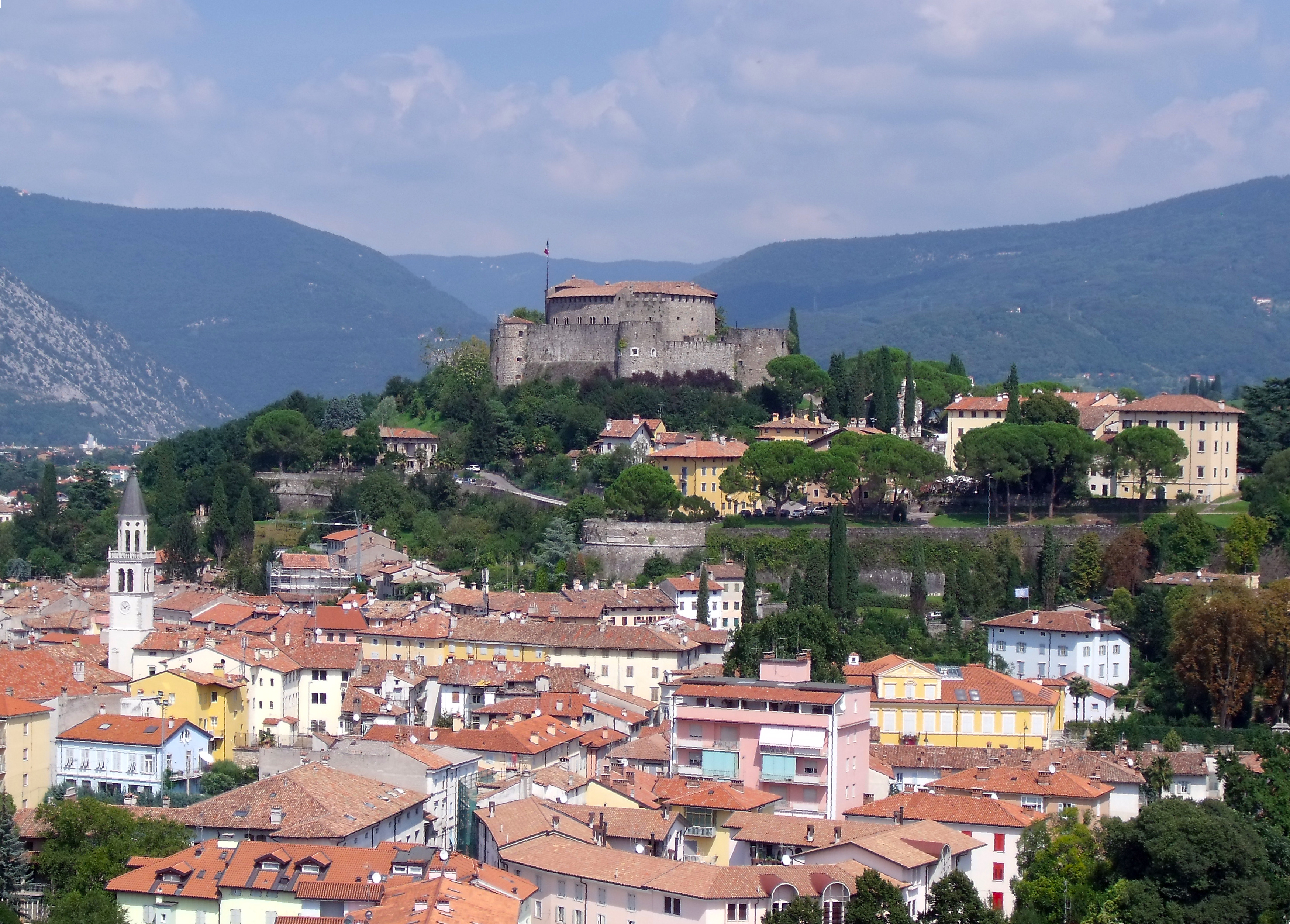
Le château de Goritz.

La famille comtale (également nommée Meinhardiner) est probablement issue du noble bavarois Marquard (mort vers 1074), comte dans le val Pusteria, dont le petit-fils Engelbert Ier († 1122/23) fut comte palatin de Bavière et bailli (avoué, Vogt) de l'abbaye de Millstatt en Carinthie. Engelbert est mentionné comme descendant des fondateurs du monastère dans un document de 1122 du pape Calixte II. Le frère cadet d'Engelbert, Meinhard Ier († 1142), fut l'ancêtre de la lignée ; il est documenté comme comte de Goritz depuis 1117. Les comtes possédaient des domaines dans le val Pusteria et ont acquis des fiefs considérables en Frioul et Istrie par les patriarches d’Aquilée.
Meinhard III, seul comte de Goritz à partir de 1232, héritait le Tyrol de son beau-père (Albert IV du Tyrol, père de sa femme Adélaïde) en 1253. En 1271, ses fils partageaient les domaines de la dynastie en deux lignées : l'aîné, Meinhard IV, acquit la seigneurie de Tyrol ; tandis que son frère Albert II perpétua la lignée de Goritz en Frioul et dans le val Pusteria. Cependant, la branche tyrolienne s'éteignit à la mort d'Henri de Goritz en 1335 ; son héritière Marguerite légua le Tyrol à Rodolphe IV de Habsbourg (fils d'Albert II d'Autriche) en 1363.
Le comte Meinhard VII de Goritz a été reconnu en tant que Prince du Saint-Empire par l'empereur Charles IV en 1365. En 1460, de grands territoires furent perdus lorsque les comtes se lancèrent dans une guerre contre l'empereur Frédéric III de Habsbourg pour l'héritage d'Ulric de Cilley (par ailleurs, l'arrière-grand-père de Frédéric III, Albert II d'Autriche, avait pour mère Elisabeth de Goritz-Tyrol, fille de Meinhard II, sœur d'Othon et d'Henri).
Celle de Goritz s'éteint en 1500 avec le décès de Léonard de Goritz. À la mort du dernier comte, le comté passe aux mains de Maximilien Ier de Habsbourg, fils de Frédéric III. Le comté fera partie des domaines habsbourgeois de l'Autriche intérieure, avec une brève interruption due à l'occupation vénitienne de 1508-1509, jusqu'à sa fusion avec Gradisca en 1747.

## Comtes de Goritz

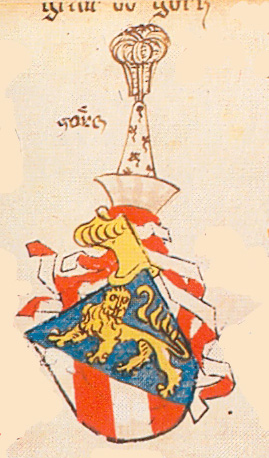
Les armoiries des comtes de Goritz dans le Codex Ingeram, 1459.

- -1190 : Meginhard(?), comte dans le val Pusteria ;
- -1122/23 : Engelbert Ier, comte palatin de Bavière ;
  - 1122-1142 : Meinhard Ier, son frère ;
- 1142-1148 : Henri Ier ;
  - 1149-1189 : Engelbert II, son frère ;
- 1189-1220 : Engelbert III ;
  - 1189-1232 : Meinhard II, son frère ;
- 1220-1258 : Meinhard III, fils d'Engelbert III, héritier du comté de Tyrol en 1253 (Meinhard Ier);
- 1258-1271 : Meinhard IV, son fils, également comte de Tyrol ;
  - 1258-1271 : Albert Ier, son frère, également comte de Tyrol jusqu'en 1271.

Division :
| Lignée de Goritz-Tyrol - 1271-1295 : Meinhard IV, comte de Tyrol (Meinhard II), également duc de Carinthie et margrave de Carniole à partir de 1286 ; - 1295-1310 : Othon, son fils, comte de Tyrol, duc de Carinthie et margrave de Carniole ; - 1295-1335 : Henri, son frère, comte de Tyrol, duc de Carinthie et margrave de Carniole, également roi de Bohême de 1307 à 1310 ; - 1335-1361 : Marguerite, fille de Henri, comtesse de Tyrol, femme de Louis V de Bavière : parents de Meinhard III (comte en 1361-1363). | Lignée de Goritz - 1271-1304 : Albert Ier - 1304-1323 : Henri II, fils d'Albert Ier ; - 1304-1327 : Albert II, son frère, comte de Lienz ; - 13??-1318 ; Meinhard V, fils de Henri II - 1323-1338 : Jean-Henri, fils d'Henri II - 1338-1374 : Albert III, fils d'Albert II ; - 1338-1362 : Henri III, son frère ; - 1338-1385 : Meinhard VI, son frère ; - 1385-1454 : Henri IV ; - 1454-1462 : Jean II, son fils; - 1454-1456 : Louis, son frère ; - 1454-1500 : Léonard, son frère. |

## Source
- Anthony Stokvis, Manuel d'histoire, de généalogie et de chronologie de tous les États du globe, depuis les temps les plus reculés jusqu'à nos jours, préf. H. F. Wijnman, éditions Brill à Leyde 1889, réédition 1966, volume II, chapitre VI C 1. , et tableau généalogique n° 11 « Généalogie des comtes de Goritz et de Tyrol ».